# Hugues IV de Rodez
Pour les articles homonymes, voir Hugues de Rodez.
Hugues IV de Rodez, mort en 1274, est un comte de Rodez, vicomte de Carlat, vicomte de Creyssel et seigneur de Scorailles (1221-1274), issu de la maison de Millau.

## Biographie
La date de naissance d'Hugues (Ugonem, Hugoni) n'est pas connue en l'état actuel des connaissances. Il est le fils d'Henri Ier, comte de Rodez et vicomte de Carlat, et d'Algayette, dame de Scorailles.
Son père meurt en 1222, il est alors sous la tutelle de sa mère. Alors qu'il a entre seize ou dix-huit ans, il épouse, vers 1230, avec Isabelle/Isabeau, fille et héritière de Raymond II de Roquefeuil, et de Dauphine de Turenne, il hérite et réunit les terres de la vicomté de Creyssel, et des baronnies de Roquefeuil et de Meyrueis, au comté de Rodez,.
Il acquiert plusieurs domaines, comme Maleville ou encore Salles, permettant d'accroître son domaine.
Il est à l'origine d'agrandissements dans son château, à Rodez.
Hugues IV meurt en 1274.

## Famille
Hugues de Rodez épouse Isabelle/Isabeau de Roquefeuil († peu après 1251). Dont :
- Henri II (1236 † 1304), comte de Rodez
- Valpurge (ou Walpurge), mariée à Guillaume IV de Châteauneuf-Randon († 1305), seigneur de Luc
- Alix, religieuse à Nonenque[4]
- Algayette (1247-1274), mariée (contrat, 4 septembre 1267), avec une dot de 40 000 sols tournois, à Amalric de Narbonne, second fils d'Amalric Ier, vicomte de Narbonne, qui fut, en 1271, écarté du pouvoir qu'il exerçait conjointement avec son frère aîné, Aymeri IV. Amalric et Algayette eurent trois enfants, dont l'aîné, Aymeri, fonda la branche des seigneurs de Talairan. Algayette mourut en mars 1274 et fut inhumée dans l'église du convent des Frères Prêcheurs de Narbonne. En 1933, son gisant fut retrouvé lors de travaux exécutés à Narbonne dans la rue Lazare-Carnot, ancien emplacement du couvent. Il est conservé au dépôt lapidaire de Narbonne[4],[5],[6].
- Delphine (ou Dauphine) (née en 1248), mariée (contrat, 24 octobre 1262) à Pierre Pelet, co-seigneur d'Alais, avec une dot de 600 marcs d'argent[4]

## Sceau
Un sceau d'Hugues IV de Rodez, datant de 1265, est conservé au Archives nationales de France.
Le sceau porte un Écu au lion rampant. Il porte une inscription : + S' : VGONIS : COMITIS : RVTHENEN (Sigillum Ugonis, comitis Ruthenensis).
Le sceau figurait sur une transaction passée entre Hugues IV, comte de Rodez, et Alphonse (Alfonse), comte de Poitiers, à propos de mines d'argent.